# Basilica del Rosario
La Basilica del Rosario (in tedesco: Rosenkranz-Basilika) è una chiesa cattolica di Berlino con titolo di Basilica minore, sita nel quartiere di Steglitz.
È posta sotto tutela monumentale (Denkmalschutz).

## Storia

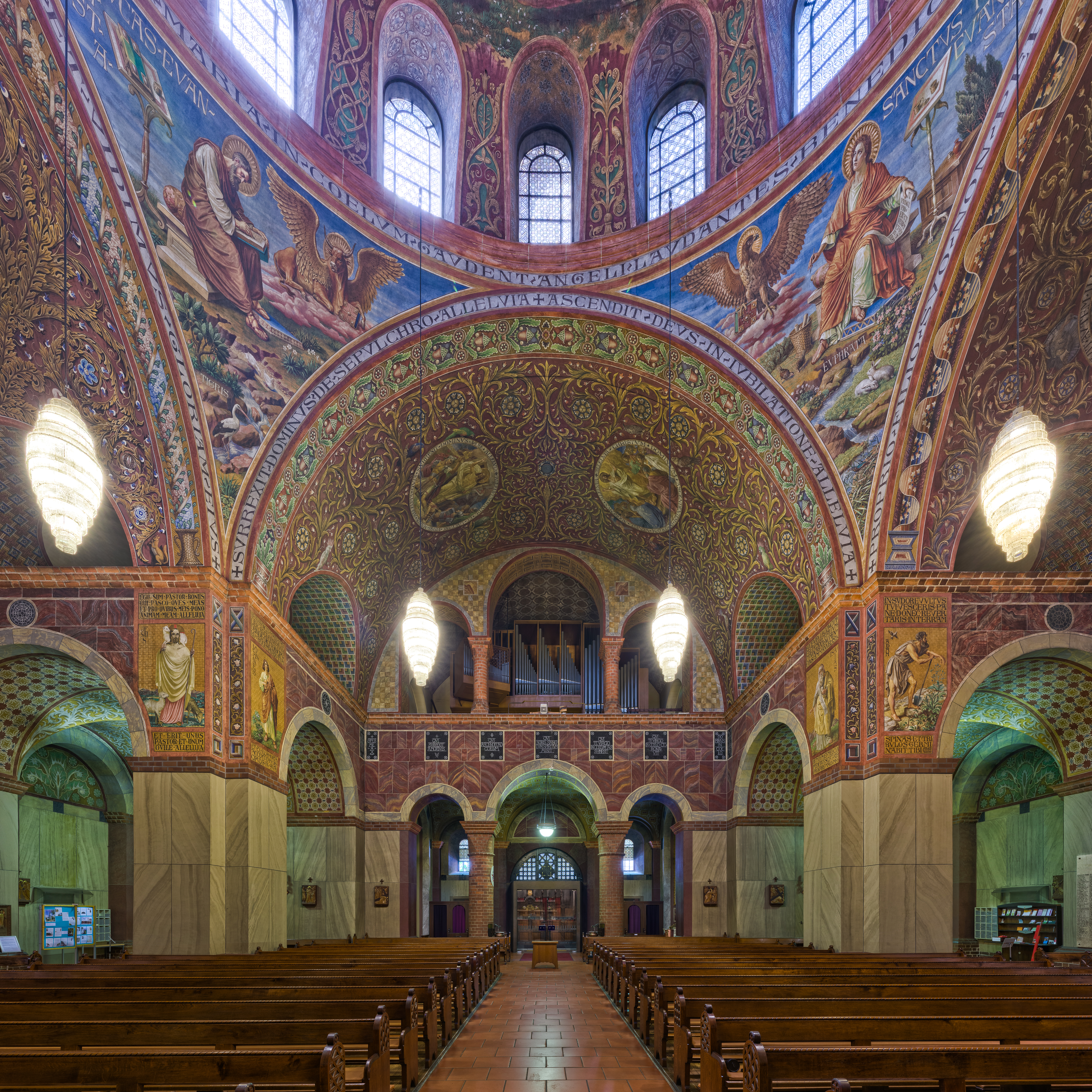
L'interno

La prima pietra della basilica, progettata dall'architetto Christoph Hehl, venne posta il 20 agosto 1899.
L'edificio fu compiuto l'anno successivo e consacrato l'11 novembre dello stesso anno alla presenza del vescovo di Breslavia, cardinale Kopp.
Dal 1906 al 1921 venne interamente decorata dall'officina Stummel e Nüttgens.
Il 20 ottobre 1950 venne insignita da papa Pio XII del titolo di Basilica minore.

## Caratteristiche
L'esterno è dominato da una torre di facciata in mattoni a vista, disegnata nello stile delle chiese medievali della Marca di Brandeburgo.
L'interno, in stile neobizantino, ha pianta a croce greca con abside posteriore ed è sormontato da una cupola.
La decorazione interna, molto ricca, svolge il tema dei quindici misteri del Rosario. L'altare maggiore, opera di Wilhelm Haverkamp, richiama nello stile l'Altare di Verdun dell'Abbazia di Klosterneuburg; gli altari laterali, dedicati a Maria e Giuseppe, sono opera di Ferdinand Langenberg del 1925.

### Fonti
- (DE) Die neue katholische Kirche für Steglitz bei Berlin (PDF), in Deutsche Bauzeitung, anno 33, n. 68, Berlino, 26 agosto 1899,  p. 425, ISSN 0721-1902 (WC · ACNP).
- (DE) Rosenkranz-Basilika, Berlin-Steglitz. Festschrift zum 75jährigen Weihejubiläum am 11. November 1975, Berlino (Ovest), 1975, ISBN non esistente, IDN 890222185.
- (DE) Sabine Hannesen, Rosenkranz-Basilika, in Christine Goetz e Matthias Hoffmann-Tauschwitz (a cura di), Kirchen Berlin Potsdam, Berlino, Morus Verlag e Wichern-Verlag, 2003,  pp. 270-271, ISBN 3-87554-368-8. ISBN 3-88981-140-X

### Testi di approfondimento
- (DE) Die Ausmalung und die Ausstattung der Rosenkranzkirche zu Steglitz (PDF), in Deutsche Bauzeitung, anno 41, n. 42, Berlino, 25 maggio 1907,  pp. 292-295, ISSN 0721-1902 (WC · ACNP).
- (DE) A. R., Die Rosenkranzkirche in Steglitz bei Berlin, in Berliner Architekturwelt, anno 4, n. 2, 1902,  pp. 41-52.